# Homalopetalum hypoleptum
Homalopetalum hypoleptum là một loài thực vật có hoa trong họ Lan. Loài này được (Lindl.) Soto Arenas mô tả khoa học đầu tiên năm 2007.